# Cơ quan Thực thi Di trú và Hải quan Hoa Kỳ
Cơ quan Thực thi Di trú và Hải quan Hoa Kỳ (tiếng Anh: U.S. Immigration and Customs Enforcement, viết tắt tiếng Anh ICE) là một cơ quan thực thi pháp luật liên bang thuộc Bộ An ninh Nội địa Hoa Kỳ, chịu trách nhiệm chính về nhập cư và thực thi hải quan, với trách nhiệm bổ sung trong việc chống tội phạm xuyên quốc gia.
Nhiệm vụ đã nêu của ICE là bảo vệ nước Mỹ khỏi tội phạm xuyên biên giới và nhập cư bất hợp pháp đe dọa an ninh quốc gia và an toàn công cộng.
Nhiệm vụ này được thực hiện thông qua việc thực thi hơn 400 đạo luật liên bang và tập trung vào thực thi nhập cư, ngăn chặn khủng bố và chống lại sự di chuyển bất hợp pháp của người và hàng hóa. ICE có hai thành phần chính: Điều tra An ninh Nội địa (HSI) và Hoạt động Thực thi và Loại bỏ (ERO).
ICE duy trì các tùy viên tại các cơ quan ngoại giao lớn của Hoa Kỳ ở nước ngoài. ICE không tuần tra biên giới Mỹ; thay vào đó, vai trò đó được thực hiện bởi Biên phòng Hoa Kỳ, một đơn vị của Hoa Kỳ Hải quan và Bảo vệ Biên giới, là một cơ quan chị em của ICE.
Cơ quan này đã không có một giám đốc được Thượng viện xác nhận kể từ khi Sarah Saldaña từ chức vào ngày 20 tháng 1 năm 2017. Cựu Giám đốc của ICE, Matthew Albence, bắt đầu vào ngày 13 tháng 4 năm 2019. Vào ngày 5 tháng 5 năm 2019, Tổng thống Donald Trump tuyên bố qua Twitter rằng ông sẽ bổ nhiệm Mark Morgan kế nhiệm Albence, và Morgan đảm nhận chức vụ Giám đốc Ngày 28 tháng 5 năm 2019. Vào ngày 27 tháng 6 năm 2019, Morgan được thông báo sẽ rời khỏi để trở thành Ủy viên Quyền của Cục Hải quan và Bảo vệ Biên giới Hoa Kỳ vào ngày 5 tháng 7 năm 2019. Albence tiếp tục vai trò Giám đốc của mình vào ngày 5 tháng 7 năm 2019.